# الجرذى الشرقي (دير الزور)
الجرذى الشرقي قرية سورية تتبع ناحية ذيبان في منطقة الميادين في محافظة دير الزور. بلغ عدد سكانها 8261 نسمة في عام 2004 حسب إحصاء المكتب المركزي للإحصاء.